# Futbol'nyj Klub Krystal
Il Futbol'nyj Klub Krystal (in ucraino Футбольний клуб Кристал?), meglio noto come Krystal, è una società calcistica ucraina con sede nella città di Cherson.

## Storia
In epoca sovietica partecipò alla seconda serie in tre periodi: tra il 1946 e il 1949, tra il 1958 e il 1962 e tra il 1968 e il 1969. Finito nella quarta serie sovietica, con la nascita del Campionato ucraino di calcio fu collocato in seconda serie, da dove retrocesse immediatamente, senza più riuscire a farvi ritorno fino al 2020.

## Palmarès

### Competizioni nazionali
- Druha Liha: 1

1997-1998

### Altri piazzamenti
- Druha Liha:

Secondo posto: 1995-1996, 1998-1999, 2004-2005, 2019-2020